# 코리 회로
코리 회로(영어: Cori cycle)는 근육에서 혐기성 해당과정에 의해 생성된 젖산이 간으로 운반되어 포도당으로 전환된 다음 근육으로 되돌아가 다시 젖산으로 대사되는 순환적인 대사 경로이다. 코리 회로라는 명칭은 발견자인 거티 코리와 칼 퍼디낸드 코리의 이름을 따서 명명되었다.

## 개요
아래의 그림에서와 같이 근육에서 포도당은 해당과정에 의해 피루브산으로 전환되며 피루브산은 젖산으로 전환된 다음 젖산은 혈류를 통해 간으로 운반된다. 해당과정에서 2ATP를 생성한다. 간에서 젖산은 피루브산으로 전환된 다음 포도당신생합성에 의해 피루브산은 포도당으로 전환되며, 생성된 포도당은 다시 근육으로 운반되어 에너지를 생성하는 데 사용된다. 포도당신생합성에서 6ATP를 소모한다.
|  |

## 과정

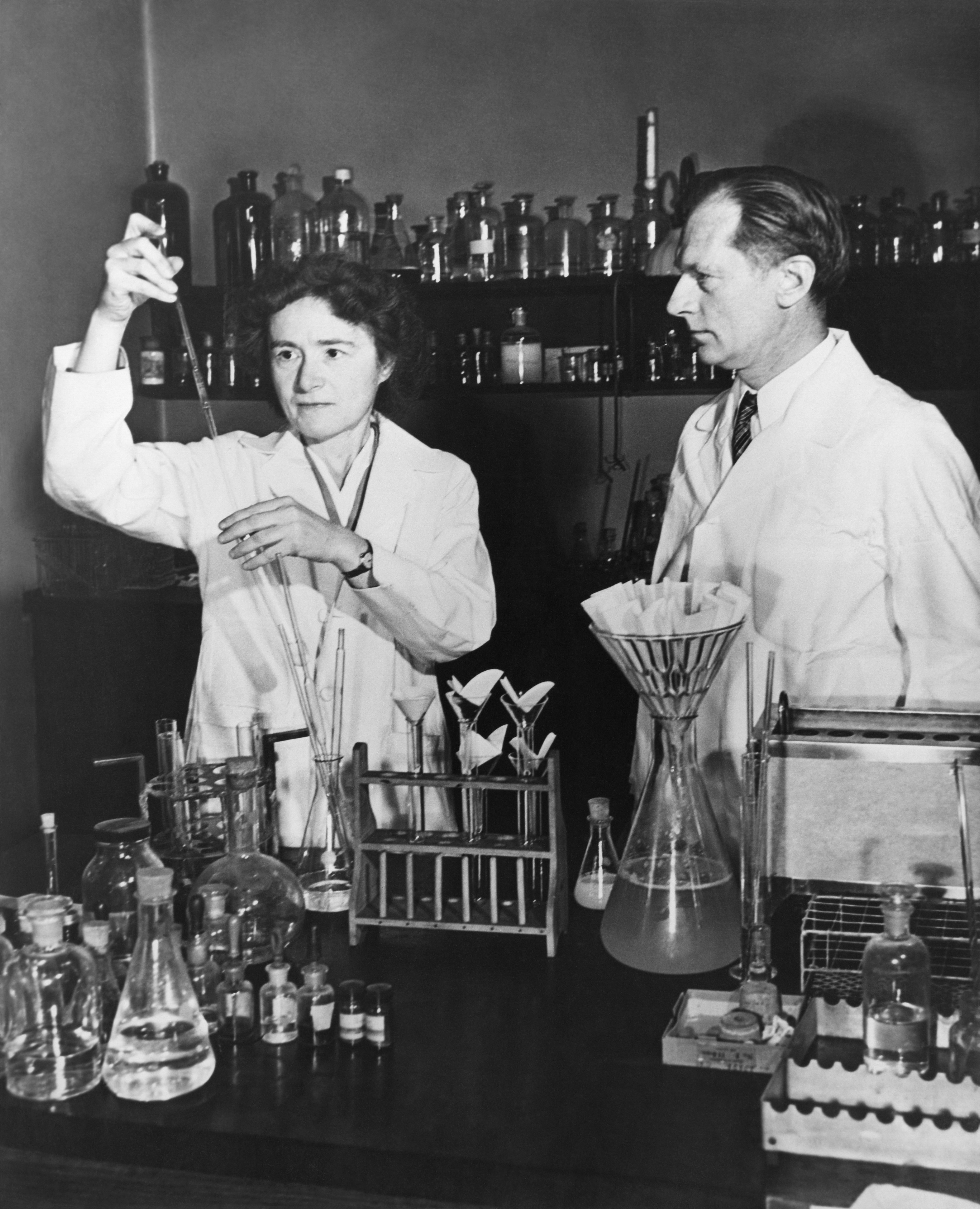
거티 코리와 칼 퍼디낸드 코리는 코리 회로의 발견이 아니라 글리코젠의 촉매적 전환 과정을 발견한 공로로 1947년에 노벨 생리학·의학상을 공동수상했다.

근육 활동에는 골격근에서 글리코젠 분해에 의해 공급되는 ATP가 필요하다. 글리코젠 분해는 포도당 1-인산(G1P)의 형태로 포도당을 방출한다. 포도당 1-인산은 포스포글루코뮤테이스에 의해 포도당 6-인산(G6P)으로 전환된다. 포도당 6-인산은 에너지원으로 근육 세포에 ATP를 공급하는 과정인 해당과정(또는 포도당 6-인산의 농도가 높을 경우 오탄당 인산 경로로 들어갈 수도 있음)으로 쉽게 들어갈 수 있다. 근육 활동 중에 ATP는 지속적으로 보충되어야 한다. 산소(O2)의 공급이 충분할 때 이 에너지는 해당과정의 산물인 피루브산을 피루브산의 산화를 거쳐 시트르산 회로로 공급하여 궁극적으로 산소 의존적인 산화적 인산화를 통해 ATP를 생성하는 데에서 나온다.
일반적으로 격렬한 근육 활동 중에 산소의 공급이 불충분할 때 에너지는 무산소 호흡을 통해 공급된다. 젖산 발효는 젖산 탈수소효소의 촉매 작용에 의해 피루브산을 젖산으로 전환시킨다. 가장 중요한 것은 젖산 발효가 NAD+를 재생하여 NAD+의 농도를 일정하게 유지시킴으로써 해당과정이 계속해서 일어나도록 한다는 점이다. 해당과정을 통해 1분자의 포도당으로부터 생성된 2분자의 피루브산이 2분자의 젖산으로 환원되며, 이 과정에서 2NADH가 2NAD+로 산화된다. 재생성된 NAD+는 해당과정에서 다시 사용된다. 보다 자세한 내용은 해당과정과 발효 문서를 참조하도록 한다.
근육 세포 내부에 축적되는 대신 혐기성 발효에 의해 생성된 젖산은 간에 의해 흡수된다. 여기서 코리 회로의 나머지 절반이 시작된다. 간에서는 포도당신생합성이 일어난다. 직관적인 관점에서 포도당신생합성은 먼저 젖산을 피루브산으로, 최종적으로 피루브산을 포도당으로 전환함으로써 해당과정과 젖산 발효의 역방향으로 진행된다. 그런 다음 포도당은 혈류를 통해 근육으로 공급되어 추가적인 해당과정을 진행할 준비를 하게 된다. 근육 활동이 중단되면 포도당은 글리코젠 합성을 통해 글리코젠을 보충하는 데 사용된다.
코리 회로의 1회전당 포도당신생합성에서 6ATP를 소모하고 해당과정에서 2ATP를 생성한다. 코리 회로 주기의 각 반복은 4개의 ATP 분자의 순 소비에 의해 유지된다. 결과적으로 코리 회로의 주기를 무한정 지속할 수 없다. 코리 회로에서 ATP 분자의 집중적인 소모는 대사 부담을 근육에서 간으로 이동시킨다.

## 중요성
코리 회로의 중요성은 근육의 혐기성 조건 동안 젖산산증을 방지하는 데 기반을 두고 있다. 그러나 일반적으로 이러한 일이 일어나기 전에 젖산이 근육에서 간으로 이동한다.
또한 코리 회로는 근육 운동시 에너지원인 ATP의 생성에 중요하다. 근육 운동이 끝나면 코리 회로가 보다 더 효과적으로 기능할 수 있다. 이것은 산소 부채를 갚아 전자전달계와 시트르산 회로가 최적의 효율로 에너지를 생성할 수 있도록 한다.
코리 회로는 외부로부터 섭취하는 음식물보다 포도당신생합성을 위한 훨씬 더 중요한 기질 공급원이다. 전체 포도당 생산에 대한 코리 회로의 젖산의 기여는 안정되기 전의 단식 기간에 따라 증가한다. 구체적으로, 사람을 대상으로 12, 20, 40 시간의 단식 후 포도당신생합성은 포도당 생성의 41%, 71%, 92%를 차지하였지만 코리 회로의 젖산이 포도당신생합성에 기여한 것은 18%, 35%, 36%였다. 나머지 포도당 생산은 단백질 분해, 근육의 글리코젠 및 지방 분해로부터 생성된 글리세롤에서부터 비롯된다.
메트포르민은 간에서 코리 회로(특히, 미토콘드리아의 전자전달계에서 복합체 I)의 포도당신생합성을 저해하기 때문에 신부전 환자에서 젖산산증을 유발할 수 있다. 젖산과 젖산을 생성하기 위한 기질인 피루브산과 알라닌이 축적되면 젖산이 과잉생성된다. 일반적으로 미토콘드리아의 전자전달계 복합체의 저해로 인한 과잉생성된 산은 콩팥에 의해 제거되지만 신부전 환자의 경우 콩팥이 과잉 생성된 산을 처리할 수 없다. 일반적인 오해는 젖산이 산증의 원인이 되는 물질이지만 젖산은 짝염기이며 생리학적 pH에서 대부분 이온화되며 원인이 되기보다는 관련된 산의 생성에 대한 표지자의 역할을 한다고 간주한다.

## 같이 보기
- 해당과정
- 포도당-알라닌 회로
- 시트르산 회로
- 거티 코리
- 칼 퍼디낸드 코리

## 더 읽을거리
- Smith AD, Datta SP, Smith GH, Campbell PN, Bentley R, 편집. (1997). 《Oxford Dictionary of Biochemistry and Molecular Biology》. New York: Oxford University Press. ISBN 978-0-19-854768-6.